# Affeltrangen
Affeltrangen est une commune suisse du canton de Thurgovie.
Cette commune a été créée le 1er janvier 1995 par la fusion des communes de Affeltrangen, Märwil, Buch bei Märwil et Zezikon.

## Monuments et curiosités

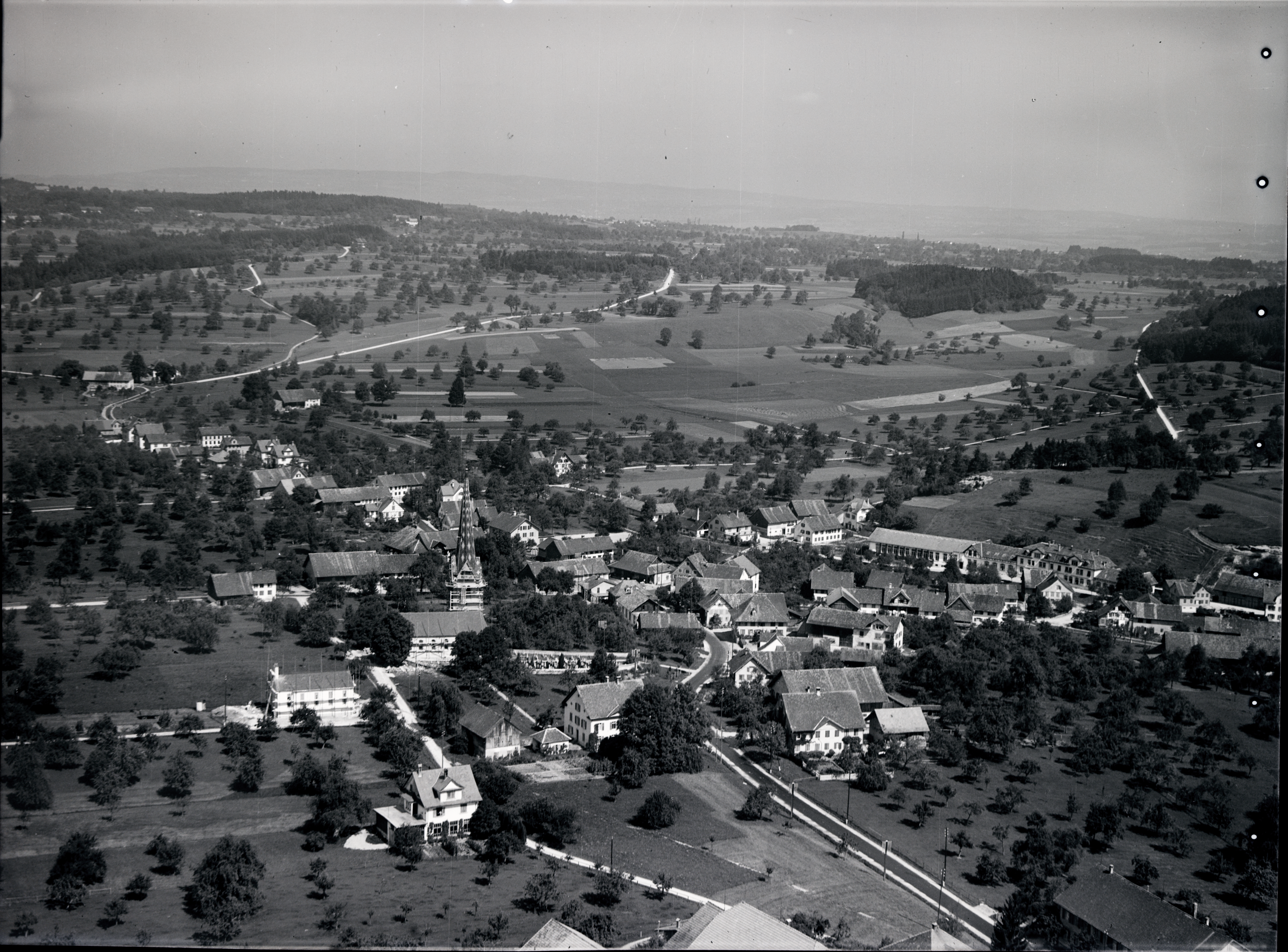
Photo aérienne prise par Walter Mittelholzer (1934).

- L'église réformée est composée d'une nef et d'un clocher datant en partie du XIIIe-XIVe s. Le chœur est du XVe s. Quelques remaniements et rénovations ont été entrepris en 1882 et en 1934.
- À Märwil, au nord-est d'Affeltrangen, se situe une église réformée construite en 1885 par August Keller dans le style d'une basilique néo-byzantine[3].